# Непийпиво Василь Гнатович
Василь Гнатович Непийпи́во (10 січня 1916, Кам'янка Полтавського пов. Полтавської губ. — 19 січня 2007, Київ) — український художник; член Спілки радянських художників України з 1960 року. Заслужений художник УРСР з 1977 року, народний художник УРСР з 1982 року.

## Біографія
Народився 28 грудня 1915 [10 січня 1916] року в селі Кам'янціПолтавського пов. Полтавської губ. Закінчив Харківську художню студію. У 1937—1938 роках працював оформлювачем Полтавського музично-драматичного театру.
Брав участь у німецько-радянській війні. Нагороджений медаллю «За перемогу над Німеччиною» (14 грудня 1945), орденами Червоної Зірки (6 листопада 1947), Вітчизняної війни I ступеня (6 квітня 1985).
Мешкав у Києві в будинку на вулиці Січневого повстання, № 3. квартира № 190. Помер у Києві 19 січня 2007 року.

## Творчість
Працював у галузі станкового живопису, у реалістичному стилі створював пейзажі, натюрморти. Серед робіт:
- «Ромашки» (1936);
- «Керченська протока» (1954);
- «Полтавщина» (1956);
- «Дуб Богдана Хмельницького біля Хортиці» (1958);
- «Конча-Заспа» (1959);
- «Річка Ворскла» (1960);
- «Жито половіє» (1960);
- «Вечоріє» (1960);
- «Безкрає поле» (1961);
- «Липа, під якою Тарас Шевченко написав „Відьму“» (1961);
- «Полтава. Покровська церква» (1962);
- «Диканька. Старі дуби» (1965);
- «Життя продовжується» (1965);
- «Загорський Собор» (1966);
- «Пшениця» (1967);
- «Травневі луки» (1968);
- «Дніпрові схили» (1968);
- «Псковська Вежа» (1970);
- «Колгоспні лани» (1970);
- «Бучач. Фортеця-замок» (1970);
- «Оповиті квітами» (1971);
- «Дальні печери. Весна» (1974);
- «Канівське море» (1974);
- «Косовиця на Канівщині» (1974);
- «Софія Київська» (1977);
- «Диканька. Церква Миколи» (1977);
- «Село Баранівка на Полтавщині» (1978);
- «У гаю. Біля Києва» (1979);
- «Вранішні хліби» (1980);
- «Журба» (1985);
- «Ніаґарський водоспад» (1990);
- «Замок закоханих» (1990);
- триптих «На сполох», «Безмовні свідки», «Благословляю вільну Україну» (1991—1992);
- диптих «Сяйво Богородиці», «Сяйво Ісуса Христа» (1994—1995);
- «Михайлівський монастир» (1995);
- «Десятинна церква» (1995).

Окремі роботи художника зберігаються у Національному художньому музеї України в Києві, Волинському, Житомирському, Запорізькому, Івано-Франківському, Уманському краєзнавих музеях, Дніпровському, Запорізькому, Полтавському, Харківському художніх музеях.
Брав участь у республіканських виставках з 1951 року, всесоюзних — з 1959 року. Персональні виставки відбулися у Києві у 1954, 1971, 1982, 1986 роках та Полтаві у 1980 році.

## Зауваги
1. ↑  у деяких джерелах у селі Стасях